# 国民政党
国民政党（こくみんせいとう）は、労働組合など特定の組織利益を代表するのではなく、国民全体の利益を代表することを標榜する政党を指す。あるいは、一定の階級的利害を代表しながらも、国民的同質性を前提とし、支持基盤を国民各層に求めようとする政党。対義語は階級政党。
日本社会党で左派右派合同後も、自民党のように支持層を広く取れるように中道左派である社会民主的な路線への転換で国民的の支持を広げようと主張した党内右派と、マルクス主義や社会主義を主張する階級政党路線の維持を主張した党内左派の対立があった。

## 概要
国民政党は政党の性格づけを分類したときの階級政党に対する概念である。階級政党とは階級対立を最も重要な要素として結党し組織される政党をいう。これに対して国民政党は全国民的な立場を代表すると標榜して組織される政党をいう。
なお、国民の各層から広く支持を受けることに成功した政党のことを包括政党という。
政党の性格づけを分類する場合、階級政党と国民政党のほかに議員政党（幹部政党）と大衆政党という分類もある。議員政党あるいは幹部政党とは、国や地方の議会の議員が中心となって構成されており一般党員は少ない政党をいう。これに対して、大衆政党とは多くの一般党員を擁している政党をいう。国民政党は大衆政党と混同されることも多いが、党の組織に着目した別の概念である（大衆政党は組織政党とも呼ばれる）。

## 国民政党対階級政党
左派政党や労働組合を支持基盤とする政党では、国民政党か階級政党かという路線対立が起きることがある。

### 西欧の政党
西欧の左派第1党は日本とは異なり、冷戦初期に階級政党としての性格を過去のものとしており、社会民主主義政党として中産階級を含む国民政党としての性格を明瞭にしていたことで政権交代を起こす二大政党となっていた。
なかでもドイツ社会民主党が1959年には階級的国民政党から国民政党へ、反対主義から改革・介入主義を指向したゴーデスベルク綱領によって国民政党への転換を果たした例が有名である。ほかにイギリスの労働党などもフェビアン協会などの社会改良主義の影響により、早くからマルクス・レーニン主義、社会主義を放棄して国民政党を指向した社会民主主義政党の例である。スウェーデンではスウェーデン社民党が国民政党を志向したため、第二次大戦後の冷戦期には労働組合に近い人物が党首になることは一度もなかった。
こうして西欧の左派政党は1970年代から80年代の工業から第三次産業へ移る時代を乗り切ることができた。しかし今度は中間層・高学歴層偏重となり、続く経済のグローバル化で支持層が反緊縮左派・右派ポピュリストへと流出し、2010年代には低迷が著しくなっている。

### 日本の政党
日本では55年体制で野党第一党である日本社会党がマルクス主義・社会主義を主張する左派階級政党であった。冷戦期には2:1という国会議席を占めて「1.5大政党制」という55年体制を維持してきた。党内右派の社会民主主義路線は社会党支持層受けが悪く、明確に実行されなかった。1991年の冷戦終結以降も最終的に万年野党のまま、社会民主党へと改名している。
自由民主党は冷戦期に日本の社会主義化・日米安保破棄と自衛隊違憲解体による非武装中立を目指す日本社会党に対して、自由民主主義・自衛隊合憲・日米安保条約堅持・西側陣営を支持する政党として極右や反共主義者、保守強硬派だけではなく、自由民主主義・自衛隊合憲・軽武装アメリカ依存安全保障政策を支持するリベラル派有権者も取り込んだ国民政党であると有権者の多数派に見なされる一方で、JAやJFなど第一次産業系団体を取り込んだことによって労働者階級からも多くの支持を獲得するなど大衆政党・階級政党として低所得の庶民レベルにまで浸透した。
逆に第一野党の日本社会党はマルクス主義や社会主義を捨てられず、階級政党路線を堅持した。そしてその間に自由民主党が国民皆年金・皆保険や老人医療無料化、補助金分配、格差是正などを実現し、成功した社会主義とも言われた。
日本社会党は「総評政治部」とも「左派労働組合の政党」と批判されていた。そして、1960年の安保闘争時に日米安保を支持する議員や右派労働組合（1964年全日本労働総同盟結成）らが離脱して民主社会党を結成したことで、日本社会党は党内左派主導の下で階級的大衆政党を標榜してきた。1970年代末に西欧の左派政党と同じ路線を支持する党内右派の影響力が強まると、マルクス・レーニン主義や社会主義を放棄して、「西欧の左派政党のように国民政党」に転換すべきとの声が台頭した。1986年の日本社会党の新宣言（1995年までの日本社会党綱領）は、「国民政党」の用語を使用しないものの、事実上国民政党への転換を目指す内容だった。しかし、日本社会党は同党の積極的支持者や支持母体の反対で以前の路線を維持し、万年野党のまま与党になれなかった。1991年のソ連解体による冷戦集結で、社会党は路線はそのままで社会民主党に改名したが、社会党時代の野党第1党の座から転落して衰退している。
1960年に社会党から分かれて民主社会主義(反共民主体制による社会主義)を掲げた民社党は当初から、階級政党の考えを批判し、国民政党を標榜していた。これらのケースは前述の「一定の階級的利害を代表しながらも、国民的同質性を前提」とする政党、という意味で国民政党だと考えられる。江田五月議員は西ドイツを訪問した際に左派第1党のドイツ社民党の党内大会でヴィリー・ブラントがNATOからの離脱・米軍の西独撤退、中立外交への転換を要求する党内青年部や党内左派の主張への反論に感銘を受けて、社会民主主義否定、マルクス・レーニン主義の社会党・日本の革新陣営のあり方に疑問を抱いている。
そして冷戦後、自民党離党者・新党ブーム出身者・社会党離党者・民社党などが合流し「現実的な中道路線」を掲げて民主党が結成され、自民党への批判票を集めて2009年に政権交代が起きたが、短命に終わる。自民党は民主党を「労組丸抱え体質」であり、真の国民政党ではないと批判としていた。
菅直人（社会民主連合出身）は2017年の立憲民主党結党にあたり、「国民政党を目指す立憲民主党としては既存の業界団体や労働組合との関係ももちろん重要です。しかし、近年の日本社会はそうした既存の大組織に属さない人、例えば非正規で働く人の割合が圧倒的に多くなり、そうした人々こそが今の格差社会の中でもっとも「政治」を必要としているはずです」と訴えている。2019年に同様に国民民主党の原口一博が自党の立場を「自民党に代わる国民政党だ」と述べている。
対する自由民主党についても、小選挙区制導入以降の選挙制度改革後の変化が指摘される。中選挙区制度時代は派閥による政権の交代など、擬似的政権交代が起こっていたが、小選挙区制下の自民党については、田中眞紀子は「自由民主党内においては穏健リベラルが切り捨てられ、多様性を失ったモノトーンな性格の政党となりつつある」と批判している。